# 厚別通
厚別通（あつべつどおり）は、札幌市白石区から厚別区に至る都市計画道路。区間により主要市道9904号厚別東北郷線、北海道道864号大麻東雁来線になる。終点の江別市境界で都市計画道路「3番通」に接続する。

## 概要
国道12号（札幌江別通）に並行する道路、沿道にある住宅地の生活の道路としての役割を担っている。札幌市内有数の泥炭などによる軟弱地盤な地域を通過することから、種々の地盤改良を施している。新北郷橋には子ども達の姿をデザインしたパネル高欄を使用している。

## 路線データ
- 起点：札幌市白石区菊水元町6条3丁目（環状通交点）[1]
- 終点：札幌市厚別区厚別北4条5丁目（市界）[1]
- 幅員：27 m[1]
- 車線数：6車線[1]

## 路線状況
区間
- 主要市道9904号厚別東北郷線（札幌市白石区北郷5条9丁目 - 札幌市厚別区厚別北4条3丁目）
- 北海道道864号大麻東雁来線（札幌市厚別区厚別北4条3丁目 - 終点）

道路施設
- 菊郷橋
- 新北郷橋
- 東川下橋
- 山本排水1号ボックス橋
- 厚信川2号橋
- 厚幌橋
- 小野津幌川橋

## 地理
交差する道路
- 北海道道89号札幌環状線（環状通）・米里行啓通
- 北郷通
- 水源池通
- 国道274号（札幌新道）
- 山本通
- 厚別中央通
- 北海道道864号大麻東雁来線（もみじ台通）
- 森林公園駅西通